# Liste der Gebietsänderungen in Sachsen 1993
Die Liste der Gebietsänderungen in Sachsen 1993 enthält Änderungen an Gemeindegebieten des Freistaats Sachsen in der Zeit vom 1. Januar 1993 bis zum 31. Dezember 1993. Dazu zählen unter anderem Zusammenschlüsse und Trennungen von Gemeinden, Eingliederungen von Gemeinden in eine andere, Änderungen des Gemeindenamens und Umgliederungen von Teilen einer Gemeinde in eine andere.

In Sachsen kam es im Jahr 1993 zu 39 Gebietsänderungen, davon 29 Eingliederungen, eine Neubildung, eine Umgliederung sowie acht Zusammenschlüsse von Gemeinden. Von den entstandenen Gemeinden existieren heute noch 22, die anderen wurden durch spätere Gebietsänderungen aufgelöst.

## Legende
- Datum: juristisches Wirkungsdatum der Gebietsänderung
- Gemeinde vor der Änderung: Gemeinde vor der Gebietsänderung
- Gebietsänderung: Art der Gebietsänderung
- Gemeinde nach der Änderung: Gemeinde nach der Gebietsänderung
- Landkreis: Landkreis der Gemeinde nach der Gebietsänderung
- OT: Ortsteil

Die Sortierung erfolgt chronologisch: Datum, kreisfreie Städte, Landkreise, aufnehmende oder neu gebildete Gemeinde. Heute noch bestehende Gemeinden sind farbig unterlegt.

## Liste der Gebietsänderungen
| Datum      | Gemeinde vor der Änderung | Gebietsänderung    | Gemeinde nach der Änderung | Landkreis       |
| ---------- | --- | ------------------ | -------------------------- | --------------- |
| 01.01.1993 | Drehsa, Wurschen mit Belgern, Nechern | Zusammenschluss zu | Wurschen                   | Bautzen         |
| 01.01.1993 | Mittelsaida, Obersaida | Eingliederung nach | Großhartmannsdorf          | Brand-Erbisdorf |
| 01.01.1993 | Oberreichenbach | Eingliederung nach | Langenau                   | Brand-Erbisdorf |
| 01.01.1993 | Auerschütz mit Delmschütz, Gaschütz, Niederlützschera, Oberlützschera | Eingliederung nach | Ostrau                     | Döbeln          |
| 01.01.1993 | Borthen mit Burgstädtel, Gorknitz mit Bosewitz, Gamig, Tronitz, Röhrsdorf                                                                                                  | Zusammenschluss zu | Röhrsdorf                  | Pirna           |
| 01.01.1993 | Prösitz mit Gastewitz, Jeesewitz, Köllmichen | Eingliederung nach | Mutzschen                  | Grimma          |
| 01.01.1993 | Hartmannsdorf | Eingliederung nach | Leipzig                    | –               |
| 01.01.1993 | Leuben mit Eulitz, Graupzig, Mertitz, Mettelwitz, Raßlitz, Wahnitz, Schleinitz mit Badersen, Lossen, Perba, Praterschütz, Pröda, Wauden                                    | Zusammenschluss zu | Leuben-Schleinitz          | Meißen          |
| 01.01.1993 | Posseck mit Gassenreuth, Haselrain, Sachsgrün mit Loddenreuth | Eingliederung nach | Triebel/Vogtl.             | Oelsnitz        |
| 01.01.1993 | Kornbach | Eingliederung nach | Mühltroff                  | Plauen          |
| 01.01.1993 | Unterreichenau mit Wallengrün | Eingliederung nach | Pausa/Vogtl.               | Plauen          |
| 01.01.1993 | Mahitzschen mit Döbeltitz | Eingliederung nach | Belgern                    | Torgau          |
| 01.01.1993 | Nischwitz | Eingliederung nach | Thallwitz                  | Wurzen          |
| 20.01.1993 | Ablaß mit Grauschwitz, Pommlitz, Querbitzsch, Remsa, Glossen mit Nebitzschen, Poppitz, Schleben, Seelitz, Kemmlitz                                                         | Zusammenschluss zu | Ablaß                      | Oschatz         |
| 01.02.1993 | Hochkirch mit Kuppritz, Meschwitz, Neukuppritz, Neuwuischke, Steindörfel, Wuischke, Plotzen mit Jauernick, Kohlwesa, Lehn, Sornßig, Pommritz mit Niethen, Rodewitz, Wawitz | Zusammenschluss zu | Hochkirch                  | Bautzen         |
| 15.02.1993 | Großzschepa, Hohburg mit Kleinzschepa, Müglenz, Watzschwitz, Lüptitz mit Zschorna                                                                                          | Zusammenschluss zu | Hohburg                    | Wurzen          |
| 01.03.1993 | Bockwen-Polenz mit Bockwen, Polenz, Spittewitz, Scharfenberg mit Batzdorf, Naustadt, Pegenau, Reichenbach, Reppina, Riemsdorf                                              | Zusammenschluss zu | Scharfenberg               | Meißen          |
| 01.03.1993 | Nemt | Eingliederung nach | Wurzen                     | Wurzen          |
| 01.04.1993 | Altmannsgrün | Eingliederung nach | Treuen                     | Auerbach        |
| 01.04.1993 | Maltitz | Eingliederung nach | Weißenberg                 | Bautzen         |
| 01.04.1993 | Ockerwitz | Eingliederung nach | Gompitz                    | Dresden         |
| 01.04.1993 | Steinsdorf | Eingliederung nach | Jößnitz                    | Plauen          |
| 01.04.1993 | Kolkau mit Beedeln, Bernsdorf, Spernsdorf mit Köttern, Zschaagwitz | Eingliederung nach | Seelitz                    | Rochlitz        |
| 30.04.1993 | Saritsch mit Krinitz, Loga, Pannewitz, Weidlitz | Eingliederung nach | Neschwitz                  | Bautzen         |
| 01.07.1993 | Plohn mit Abhorn | Eingliederung nach | Lengenfeld                 | Reichenbach     |
| 01.07.1993 | Choren mit Gertitzsch, Lüttewitz-Dreißig mit Dreißig, Juchhöh, Kleinmockritz, Leschen, Lüttewitz, Maltitz, Markritz, Petersberg, Prüfern, Theeschütz                       | Zusammenschluss zu | Lüttewitz                  | Döbeln          |
| 01.07.1993 | Blumberg mit Elsterberg, Kötten, Stehla, Tauschwitz | Eingliederung nach | Arzberg                    | Torgau          |
| 01.07.1993 | Oberrothenbach 1,28 Hektar | Umgliederung nach  | Hartmannsdorf              | Zwickau         |
| 01.07.1993 | Hartmannsdorf 1,57 Hektar | Umgliederung nach  | Oberrothenbach             | Zwickau         |
| 01.07.1993 | Hartmannsdorf | Eingliederung nach | Zwickau                    | −               |
| 01.07.1993 | Albrechtshain | Eingliederung nach | Naunhof                    | Grimma          |
| 01.07.1993 | Bröthen mit Michalken | Eingliederung nach | Hoyerswerda                | Hoyerswerda     |
| 01.07.1993 | Gaschwitz | Eingliederung nach | Markkleeberg               | Leipzig         |
| 01.10.1993 | St. Michaelis mit Himmelsfürst, Linda | Eingliederung nach | Brand-Erbisdorf            | Brand-Erbisdorf |
| 01.10.1993 | Weigmannsdorf-Müdisdorf mit Müdisdorf, Weigmannsdorf | Eingliederung nach | Lichtenberg/Erzgeb.        | Brand-Erbisdorf |
| 01.10.1993 | Großdalzig mit Kleindalzig, Mausitz, Tellschütz, Zitzschen | Eingliederung nach | Zwenkau                    | Leipzig         |
| 01.10.1993 | Görschnitz | Eingliederung nach | Elsterberg                 | Plauen          |
| 01.10.1993 | Neukirchen-Wyhra mit Neukirchen, Wyhra, Zedtlitz mit Raupenhain | Neubildung von     | Wyhratal                   | Borna           |
| 01.11.1993 | Reibitz | Eingliederung nach | Löbnitz                    | Delitzsch       |
| 01.11.1993 | Gallschütz mit Göldnitz, Graumnitz, Strocken, Wollsdorf | Eingliederung nach | Großweitzschen             | Döbeln          |

## Quelle
- Statistisches Landesamt Sachsen: Gebietsänderungen ab 3. Oktober 1990 bis 31. Dezember 1993 (XLSX-Datei; 30 kB)